# Pantelleria bianco
Il Pantelleria bianco è un vino a DOC.che può essere prodotto esclusivamente nell'Isola di Pantelleria in provincia di Trapani.

## Vitigni con cui è consentito produrlo
- Zibibbo minimo all'85%
- altri vitigni a bacca bianca, raccomandati e/o autorizzati per la provincia di Trapani, da soli o congiuntamente, fino ad un massimo del 15%.

## Caratteristiche organolettiche
- colore: giallo paglierino più o meno intenso;
- profumo: gradevole, caratteristico;
- sapore: secco o più o meno morbido, armonico;

Se il sapore è secco o più o meno morbido, armonico e frizzante, il vino può assumere la denominazione di Pantelleria bianco frizzante

## Produzione
Provincia, stagione, volume in ettolitri